# 李惟銓
李惟銓（1949年3月—），又名李惟全，中国評劇演員，工生行、淨行，1965年9月起在北京的中國評劇院工作，他跟魏榮元學習評劇淨行（花臉行當），從馬泰、魏榮元學習評劇的生行（老生、小生行當）。
他主演大量評劇生行戲、淨行戲，包括現代戲（時裝戲）、古裝戲、傳統戲，1980年領銜主演的現代評劇（評劇現代戲）《野馬》是他第1部得獎的演出作品，1983年開始創作和排練，1984年首演的現代評劇《高山下的花環》讓他在1985年得到北京市文化局和中華人民共和國文化部頒發的幾個獎項，1991年首演的現代評劇《黑頭與四大名蛋》讓他在1992年得到「中國戲劇梅花獎」（簡稱梅花獎）。
李惟銓（全）其他的得獎作品還有現代評劇《大路情話》、《情戀萬家》、《風雨聚財人》、《二愣媽》等和古裝評劇《包公賠情》等。
他曾主演1系列評劇包公戲，並主演多部評劇電視劇，涵蓋現代（時裝）和古裝。
從1996年起，李惟銓（全）得到中華人民共和國國務院發給「特殊貢獻專家津貼」和「特殊貢獻專家證書」。
他現任中國國家一級演員、北京中國評劇院藝術處處長、藝術委員會主任委員。

## 外部連結
- （北京）中國評劇院網站